# École Centrale de Lyon
Die École Centrale de Lyon (ECL, Centrale Lyon) ist eine französische Ingenieursschule (grande école).
Sie ist Mitglied der Écoles Centrales und bildet innerhalb von drei Jahren generalistische Ingenieure auf hohem Niveau aus.
Sie wurde 1895 als École Centrale Lyonnaise pour l’Industrie et le Commerce gegründet. Seit 1992 ist sie staatliche Hochschule. Der Campus befindet sich seit 1967 in Écully in der Nähe von Lyon. Den Namen École Centrale de Lyon trägt die Hochschule seit 1970.
Die École centrale de Lyon ist traditionell für ihre Forschung und Ausbildung in angewandten Wissenschaften und Ingenieurwesen bekannt. Sie zeichnet sich in den Forschungsbereichen Akustik, Biowissenschaften und Nanotechnologie aus und gehört zu den fünf besten Grandes Écoles für die Qualität ihrer Ingenieurstudiengänge. Die Schule ist bekannt für die Ausbildung hochqualifizierter Ingenieure durch zahlreiche spezialisierte Studiengänge mit einem starken Schwerpunkt auf Laborunterricht. Die Studierenden schließen ihr Studium mit dem Diplôme d’Ingénieur ab, einem staatlich geschützten akademischen Titel, der einem Master of Science entspricht, oder mit einem Doktortitel nach Abschluss ihres Promotionsstudiums.

## Berühmte Absolventen
- Laurent Baumel, französischer Politiker
- Joseph Bethenod, französischer Elektroingenieur
- Luc Court, französischer Hersteller von Automobilen und Nutzfahrzeugen
- Philippe Kruchten, französischer Informatiker
- Marc Riboud, französischer Fotograf
- Paul-Émile Victor, französischer Polarforscher, Ethnologe und Schriftsteller